# Galanta
Galanta (allemand : Gallandau ; hongrois : Galánta) est une ville de Slovaquie occidentale, située à environ 50 km à l'est de Bratislava. Sa population est de 15 900 habitants.

## Histoire
La plus ancienne mention de Galanta remonte à 1237.
Jusqu'en 1918, cette ville appartenait au royaume de Hongrie. À la suite du traité de Trianon, elle fut intégrée à la Tchécoslovaquie récemment créée.
La localité fut annexée par la Hongrie après le premier arbitrage de Vienne le 2 novembre 1938. En 1938, on comptait 4 305 habitants dont 1 176 juifs. Elle faisait partie du district de Galanta, en hongrois Galántai járás. Durant la période 1938-1945, le nom hongrois Galánta était d'usage. À la fin de la guerre, la commune a été réintégrée dans la Tchécoslovaquie reconstituée.
Le quartier de Hody était une commune autonome en 1938. Il comptait 596 habitants en 1938 dont 11 juifs. Elle faisait partie du district de Galanta, en hongrois Galántai járás. Le nom de la localité avant la Seconde Guerre mondiale était Hody. Durant la période 1938-1945, le nom hongrois Hódi était d'usage.
Le quartier de Nebojsa était une commune autonome en 1938. Il comptait 362 habitants en 1938 dont 10 juifs. Elle faisait partie du district de Galanta, en hongrois Galántai járás. Le nom de la localité avant la Seconde Guerre mondiale était Nebojsa. Durant la période 1938-1945, le nom hongrois Nemesnebojsza était d'usage.
La famille Esterházy porte le nom de cette ville depuis le XVe siècle.

## Démographie

### Évolution de la population
| Année:               | 1994.  | 2004.   | 2014.   | 2024.   |
| -------------------- | ------ | ------- | ------- | ------- |
| Nombre de personnes: | 16 823 | 16 000  | 14 977  | 15 358  |
| Différence:          |        | -4,89 % | -6,39 % | +2,54 % |

| Année:               | 2023.  | 2024.   |
| -------------------- | ------ | ------- |
| Nombre de personnes: | 15 339 | 15 358  |
| Différence:          |        | +0,12 % |

## Culture
Zoltán Kodály (1882-1967) a vécu à Galánta d'environ 1883 à 1890. Il choisit de s'inspirer du folklore local de son enfance pour composer la série des douze Danses de Galánta, commande pour la célébration du 80e anniversaire de la Société Philharmonique de Budapest en 1933.